# Federico de Madrazo y Kuntz
Federico de Madrazo y Kuntz (n. 9 februarie 1815, Spania – d. 10 iunie 1894, Madrid, Noua Castilie⁠(d), Spania) a fost un pictor spaniol.

## Biografie
Născut la Roma, a fost fiul lui José de Madrazo y Agudo⁠(d), pictorul și fostul director al Muzeului Prado. Bunicul lui Federico din partea sa maternă a fost Tadeusz Kuntze⁠(d), un pictor polonez. Frații săi au fost Luis de Madrazo, pictor, Pedro de Madrazo⁠(d), critic de artă și Juan de Madrazo, arhitect. Printre copiii săi s-au numărat Ricardo de Madrazo, și el pictor, Raimundo de Madrazo y Garreta și Cecilia de Madrazo⁠(d), care s-a căsătorit cu marele artist orientalist, Marià Fortuny. Familia Madrazo a fost descrisă ca fiind una dintre cele mai importante dinastii de pictură, care a dominat literalmente pictura din secolul al XIX-lea în Spania.
A primit primele lecții de la tatăl său. În timp ce mergea încă la cursurile de la Academia Regală din San Fernando, el a pictat primul său tablou, Învierea lui Hristos (1829), care a fost cumpărat de regina Christina. Nu după mult timp a pictat Ahile în cortul său și, ulterior, a prezentat academiei Mila lui Scipio, care i-a asigurat admiterea ca membru „pentru merit”.
În timp ce decora palatul din Vista Alegre s-a ocupat de portrete. În 1832 a plecat la Paris, unde a studiat sub îndrumarea lui Franz Winterhalter și a pictat portrete ale baronului Taylor și ale lui Ingres. În 1837 a fost însărcinat să realizeze un tablou pentru galeria de la Versailles și a pictat „ Godefroy de Bouillon proclamat rege al Ierusalimului”. Artistul s-a întors apoi la Roma, unde a lucrat la diverse subiecte, sacre și profane. Apoi a pictat Maria Christina în rochia unei călugărițe lângă patul lui Ferdinand al III-lea (1843), Regina Isabella, Ducesa de Medinaceli și Contesa de Vilches (1845–47), pe lângă o serie de portrete ale aristocrației spaniole, dintre care unele au fost trimise la expoziția din 1855.
A primit Legiunea de Onoare în 1846. A fost numit membru corespondent al Académie des Beaux-Arts⁠(d) la 10 decembrie 1853, iar în 1873, la moartea pictorului Schnorr⁠(d), a fost ales membru străin. La trei ani după ce tatăl său a părăsit funcția, a devenit și director al Museo del Prado și președinte al Academiei din San Fernando. A realizat în Spania recenzii de artă și reviste, precum El Artista, El Renacimiento și El Semanario pintoresco . A murit la Madrid.
Fratele său, Luis de Madrazo, era cunoscut și ca pictor, în principal pentru Înmormântarea Sfintei Cecilia (1855). Cei mai cunoscuți elevi ai lui Federico au fost fiii săi, Raimundo și Ricardo.

## Picturi (selecție)

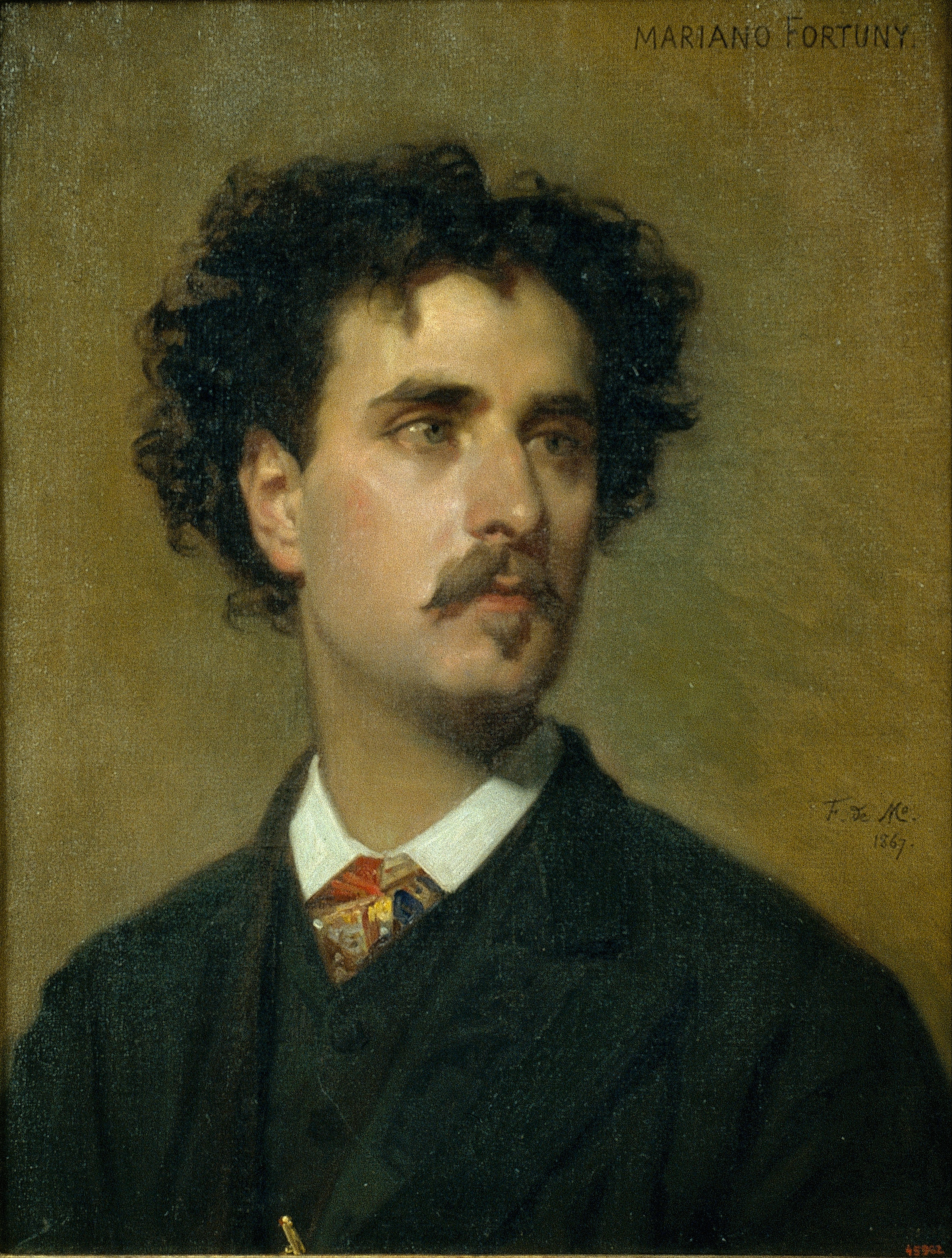
Marià Fortuny (1867)
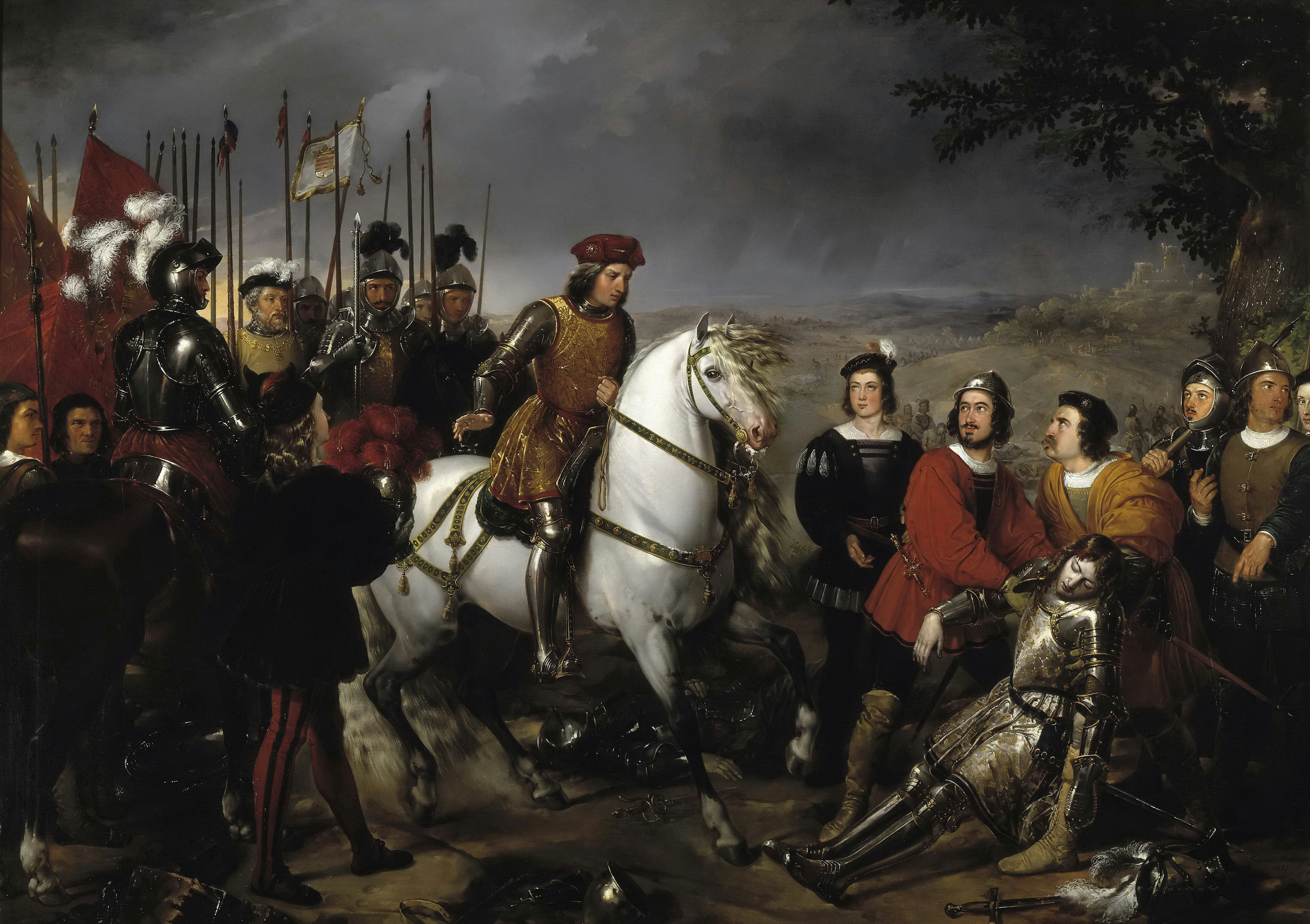
Bătălia de la Cerignola⁠(d) : El Gran Capitan găsește cadavrul lui Louis d'Armagnac, duce de Nemours⁠(d) (1835)
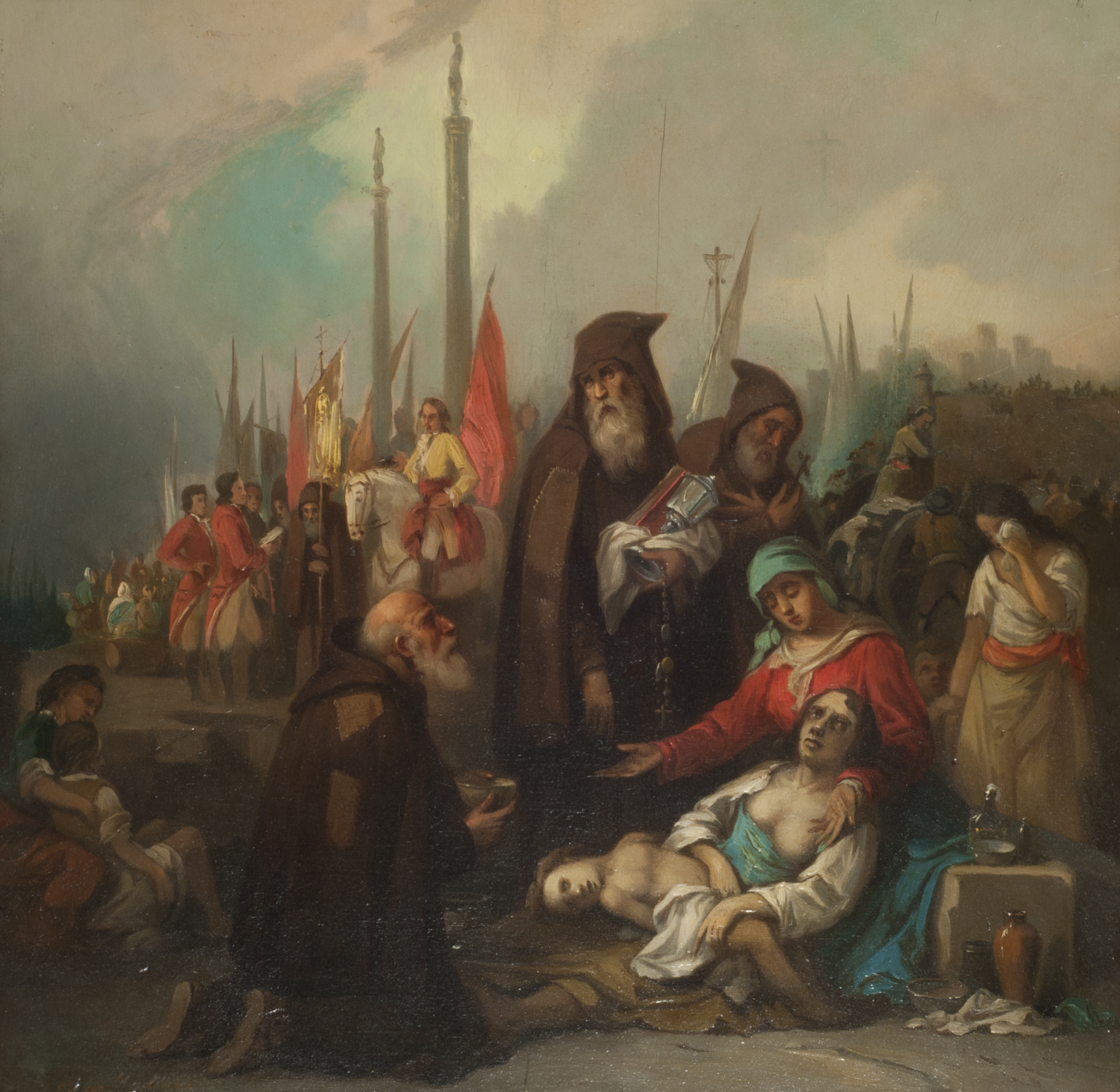
Ajutorarea celor suferinzi (1840)
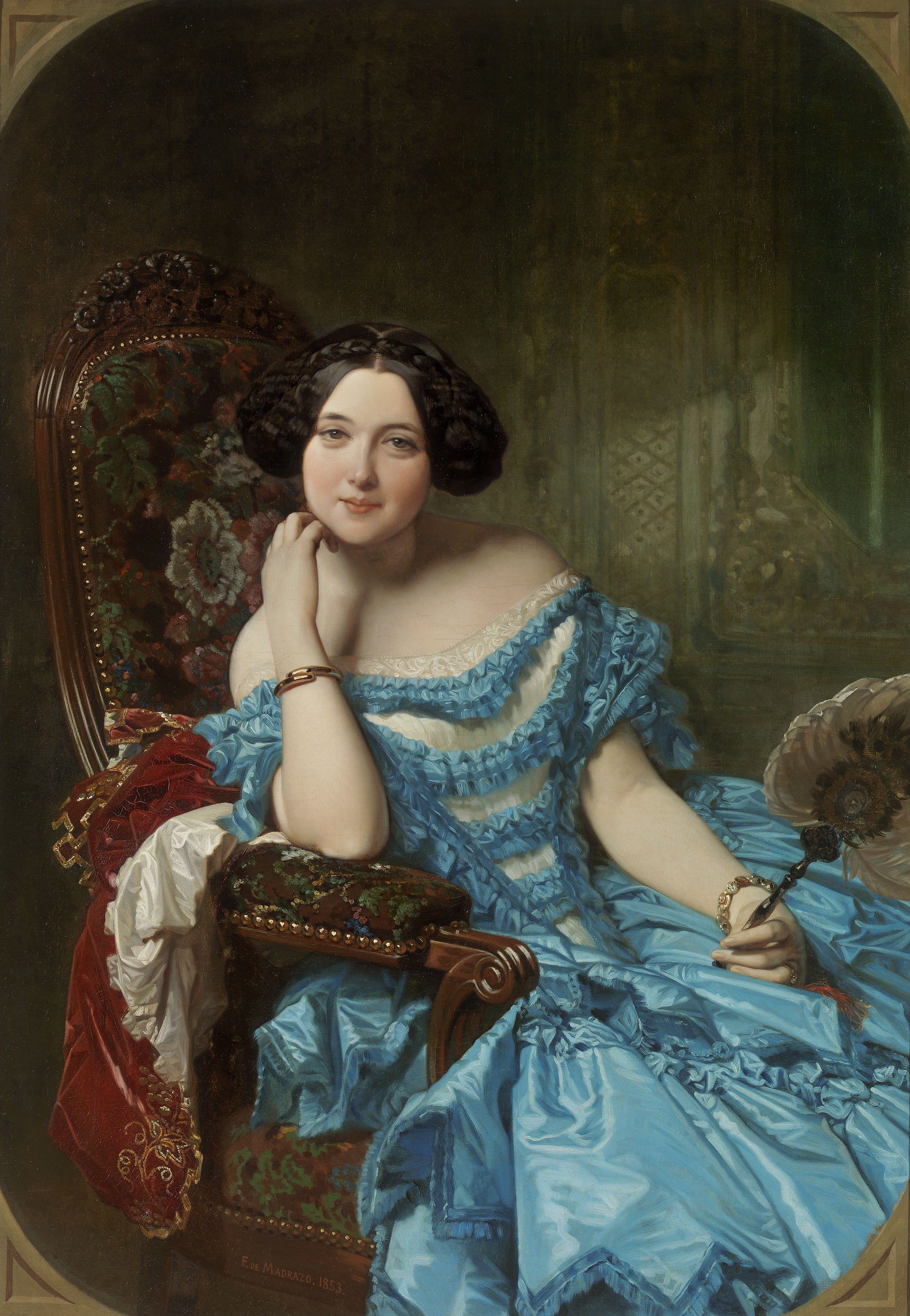
Contesa de Vilches⁠(d) (1853)